# Kanako Watanabe
Kanako Watanabe (Japans: 渡部 香生子, Watanabe Kanako) (Tokio, 15 november 1996) is een Japanse zwemster. Ze vertegenwoordigde haar vaderland op de Olympische Zomerspelen 2012 in Londen.

## Carrière
Bij haar internationale debuut, op de Olympische Zomerspelen 2012 in Londen, strandde Watanabe in de halve finales van de 200 meter schoolslag. Op de wereldkampioenschappen kortebaanzwemmen 2012 in Istanboel veroverde de Japanse de bronzen medaille op de 200 meter schoolslag, daarnaast werd ze uitgeschakeld in de halve finales van de 100 meter wisselslag en in de series van de 50 meter schoolslag. Op de 4x100 meter wisselslag eindigde ze samen met Marie Kamimura, Nao Kobayashi en Haruka Ueda op de zesde plaats. Samen met Haruka Ueda, Miki Uchida en Nao Kobayashi zwom ze in de series van de 4x100 meter vrije slag, in de finale eindigden Ueda, Uchida en Kobayashi samen met Asami Chida op de zevende plaats.

## Internationale toernooien
| Jaar | Olympische Spelen   | WK langebaan | WK kortebaan | PanPacs |
| ---- | ------------------- | ------------ | --- | ------- |
| 2012 | 14e 200m schoolslag |              | 22e 50m schoolslag · 200m schoolslag · 10e 100m wisselslag · 7e 4x100m vrije slag · Watanabe zwom enkel de series · 6e 4x100m wisselslag |         |

## Persoonlijke records
Bijgewerkt tot en met 13 december 2012

### Kortebaan
| Afstand         | Tijd    | Datum            | Plaats    |
| --------------- | ------- | ---------------- | --------- |
| 100m schoolslag | 1.05,69 | 12 november 2011 | Tokio     |
| 200m schoolslag | 2.19,05 | 9 november 2011  | Peking    |
| 100m wisselslag | 59,74   | 13 december 2012 | Istanboel |

### Langebaan
| Afstand         | Tijd    | Datum            | Plaats |
| --------------- | ------- | ---------------- | ------ |
| 100m schoolslag | 1.08,48 | 11 februari 2011 | Sydney |
| 200m schoolslag | 2.25,52 | 21 augustus 2011 | Lima   |